# Guy Montrose Whipple
Guy Montrose Whipple, född den 12 juni 1876 i Danvers, Massachusetts, död den 1 augusti 1941 i Salem, Massachusetts, var en amerikansk psykolog.
Whipple blev professor i uppfostran vid University of Illinois 1915 och i psykologi vid Carnegie Institute of Technology 
(Pittsburgh) 1917. Han utgav värdefulla arbeten inom sitt fack.
Han studerade vid Brown University fram till 1897, och studerade därefter vid Clark universitet under ett år, där han var forskare och assistent inom psykologi. Han tog doktorsexamen från Cornell University år 1900, och återvände år 1902 till Cornell för att undervisa fram tills år 1914. År 1914 blev han professor vid University of Illinois, men senare blev han istället professor vid University of Michigan.